# St-Éloi (Dünkirchen)

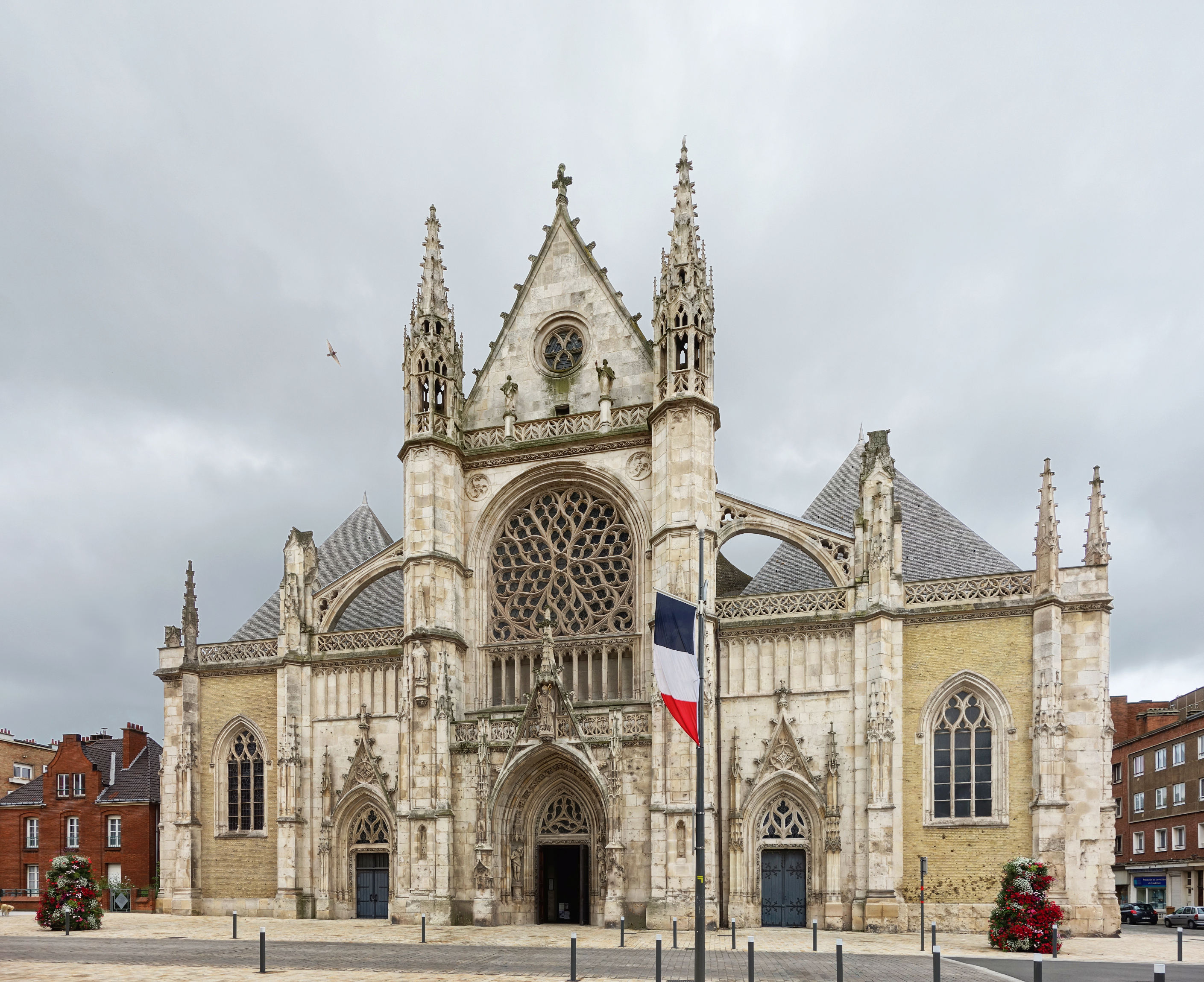
Neogotische Westfassade

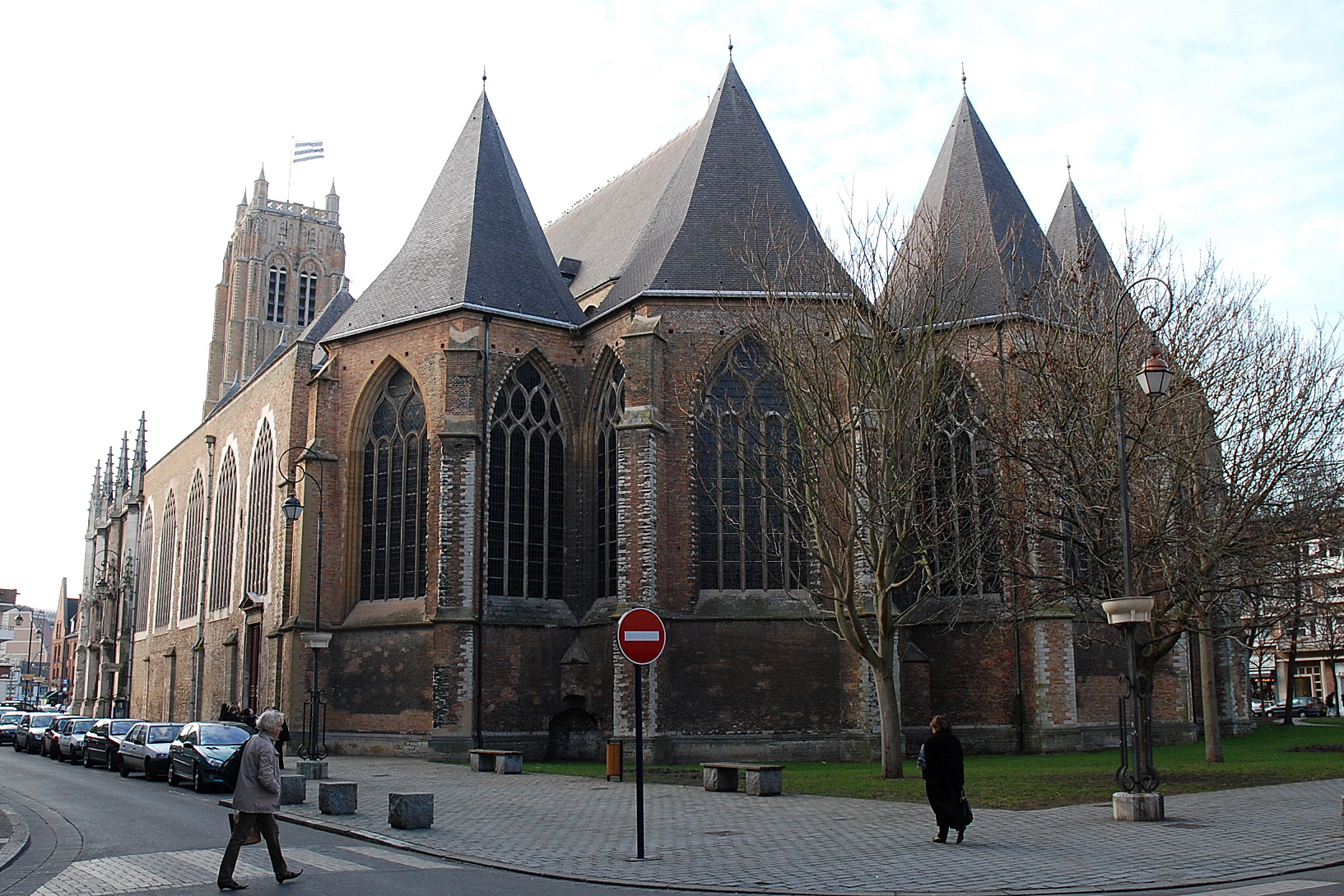
Östlicher Abschluss mit Chorkapellen

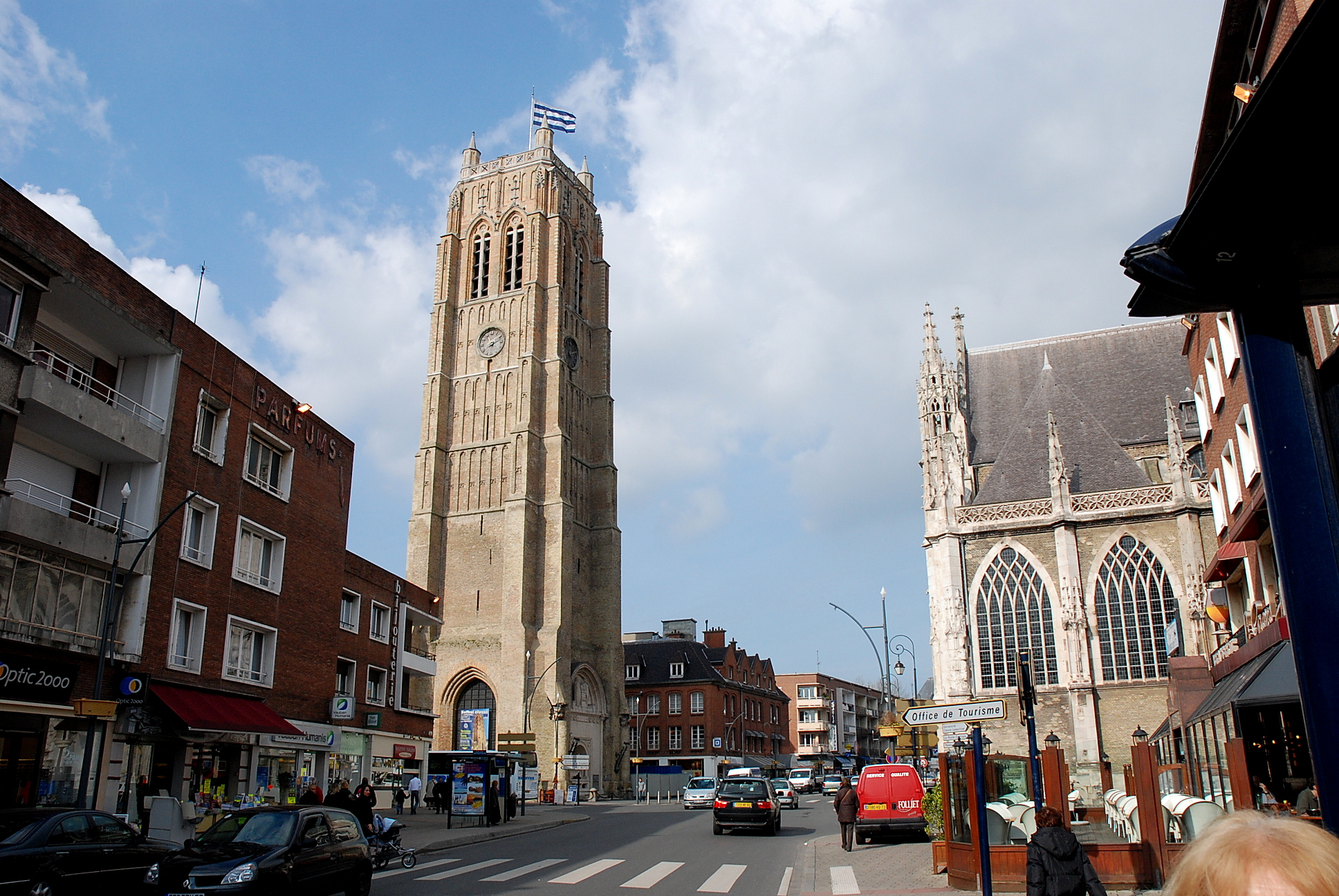
Heute trennt eine Straße die Kirche vom Belfried von Dünkirchen, der immer auch noch ihr Glockenturm ist.

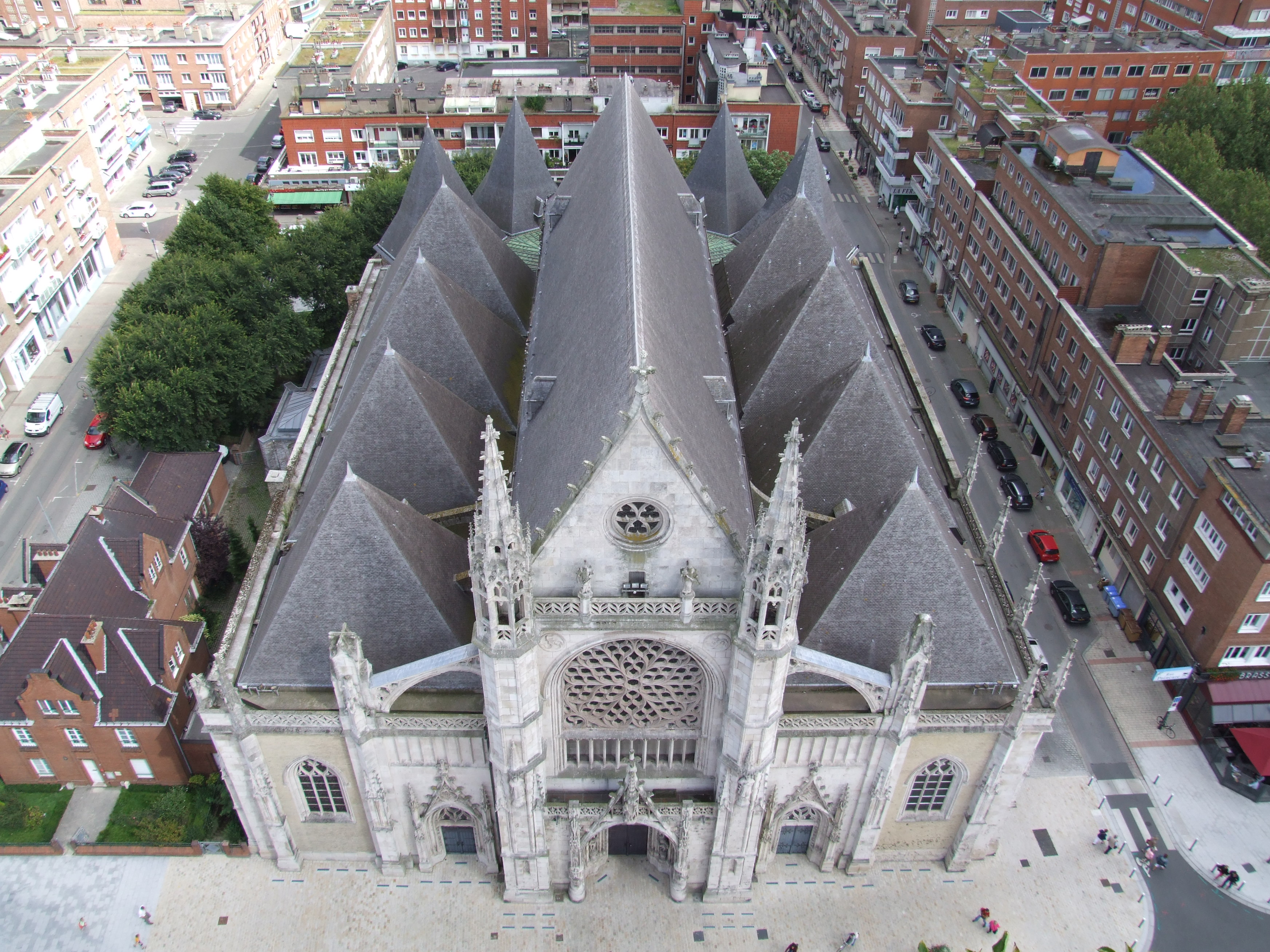
Blick auf die Kirche Saint-Eloi von der Aussichtsplattform des Belfried

Saint-Éloi in Dünkirchen ist eine spätgotische fünfschiffige Hallenkirche aus dem 16. Jahrhundert mit einer neogotischen Fassade aus dem 19. Jahrhundert und einer Sakristei im Stil der Renaissance. Das Mauerwerk besteht überwiegend aus Backstein. Saint-Éloi ist die größte katholische Kirche von Dünkirchen, sie ist dem heiligen Eligius geweiht. Als Glockenturm dient der westlich von ihr gelegene und durch eine Straße von ihr getrennte Belfried von Dünkirchen, der in die Vorgängerkirche von 1450 noch integriert war.

## Ausstattung

### Altar und Orgel

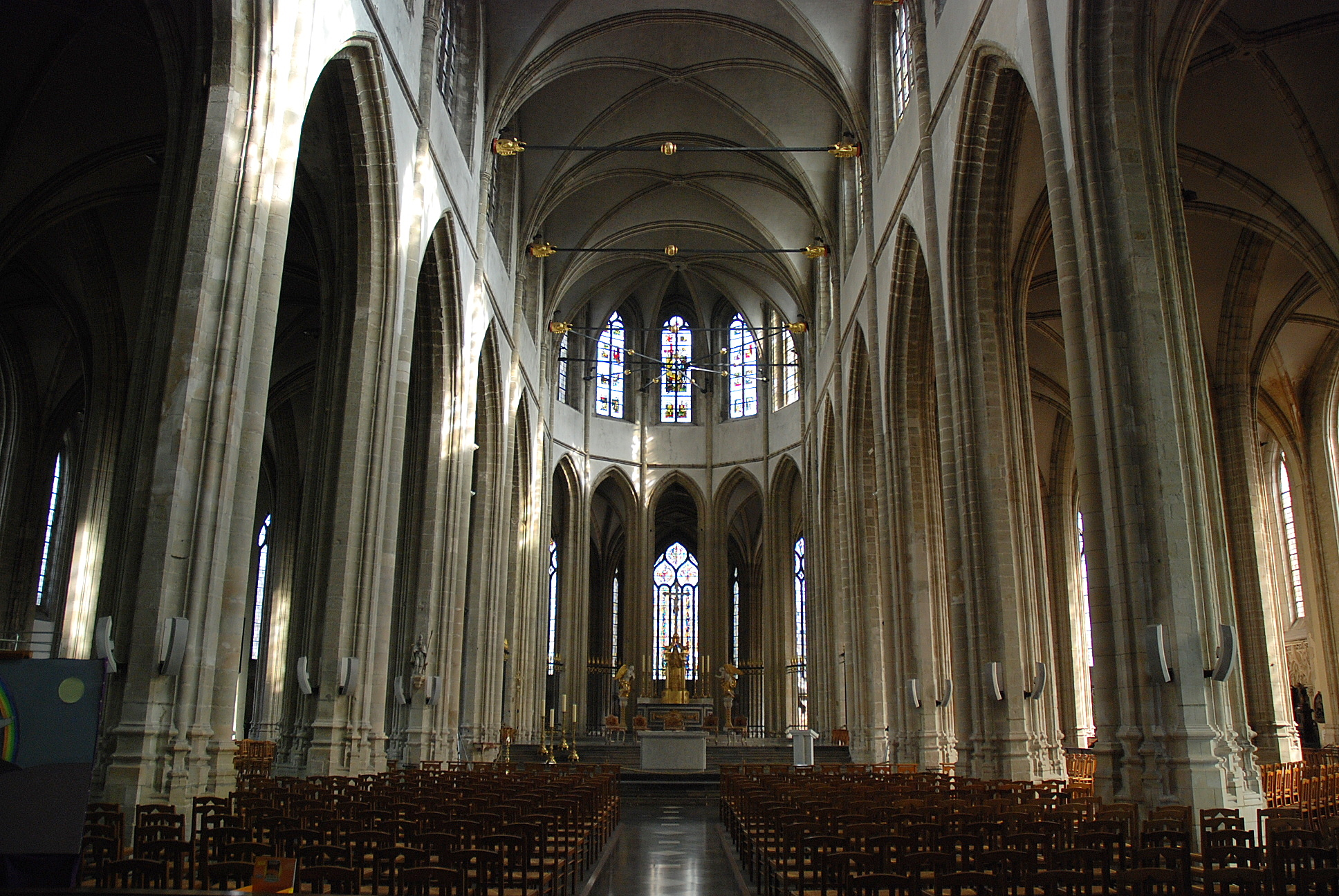
Blick auf den Hauptaltar

Der Hauptaltar wurde 1809 von Victor Louis erbaut und dann von Jean-Louis Elshoecht modifiziert, der den Tabernakel mit zwei Engeln hinzufügte.
Die Kirche verfügt heute über eine Orgel mit 54 Registern, die über dem Hauptportal installiert ist. Die heutige Orgel aus der Werkstätte Gonzales wurde 2003 renoviert und erweitert von Bernard Dargassies. Sie löste die 1940 zerstörte Orgel von Cavaillé-Coll ab.

### Kirchenfenster
Die Bleiglasfenster zum Altarraum stammen von dem Glasmaler Pierre Gaudin, der auch die große Fensterrose über dem Hauptportal schuf. Ein Fenster gestaltete dessen Tochter Sylvie Gaudin. Die drei Fenster im Zentrum des Chors wurden von dem Maler Arthur Van Hecke entworfen und von der Glasmanufaktur Lhottelier ausgeführt.

### Gemälde
Die Kirche ist mit einer Reihe bemerkenswerter Gemälde ausgestattet:
- Das letzte Abendmahl von Pierre Pourbus (1523–1584)
- Christi Beschimpfung, das ein unbekannter Maler von Van Dyck kopiert hatte.
- Die Heilige Helena entdeckt das wahre Kreuz von Jean Erasme Quellin (1634–1715)
- Der heilige Rochus, der Pestkranke heilt von Jean de Reyn (1610–1678)

## Baugeschichte

### Erster Kirchenbau und Integration des Belfrieds
Die Kirche wurde etwa 1450 für die damals etwa 5000 Bürger von Dünkirchen, die eine einzige Pfarrei bildeten, als eine große, etwa 20 Meter hohe Hallenkirche errichtet, deren drei Schiffe von gleicher Höhe waren. Im Westen wurde in diesen Kirchenbau der Belfried von Dünkirchen integriert. 
Dieser Turm war bereits im Jahr 1233 als Wachturm und auch als Orientierungspunkt und Leuchtturm für die Seefahrer vom Bischof von Cambrai und vom Stadtherrn erbaut worden. Der Turm wurde im Rahmen des Kirchenbaus auf die aktuelle Höhe von 58 Metern aufgestockt und zum Glockenturm der Kirche Saint-Éloi (Sankt Eligius) ausgebaut.

### Zerstörung der Kirche 1588 und Teilwiederaufbau
Bei der Eroberung und Plünderung der Stadt durch den französischen Marschall Thermes 1558 brannte die Kirche nieder. Nur der Belfried überstand das Ereignis unbeschadet. 
Schon ab 1560 wurde die Kirche von Jean de Renneville im Stil der Spätgotik wiedererrichtet und erweitert. Er erhöht das mittlere der drei Kirchenschiffe und umgibt die äußeren Schiffe der Kirche mit Kapellen. Im Osten lässt er einen Chor mit einem Chorumgang errichten. Dort gestaltet er lichtdurchflutete Kapellen. Die in das Gebäude an der Nordwand harmonisch angelehnte und integrierte Sakristei mit ihren Gewölben, Fenstern und Waschbecken ist im Stil der Renaissance gehalten.
Da das Geld nicht zum kompletten Wiederaufbau bis zum Turm reichte, wurde der damals 60 Meter lange Kirchenbau im Westen mit einer fensterlosen Mauer verschlossen, wobei Mauersteine des durch den Brand ja teilweise zerstörten ursprünglichen Schiffes verwendet wurden. Zwischen Belfried und Kirche entstand ein Weg, der später zur Kirchenstraße wurde.

### Renovierung und Umbau 1782, fünf Schiffe und neue Westfassade
1782 formte bei einer Renovierung Victor Luis die Kirche um. Er beseitigte die Seitenkapellen und ersetzte sie durch zwei weitere Mittelschiffe, womit die heutige fünfschiffige Form entstand. Er verschob Mauern um einen Meter und machte die Innensäulen dicker.

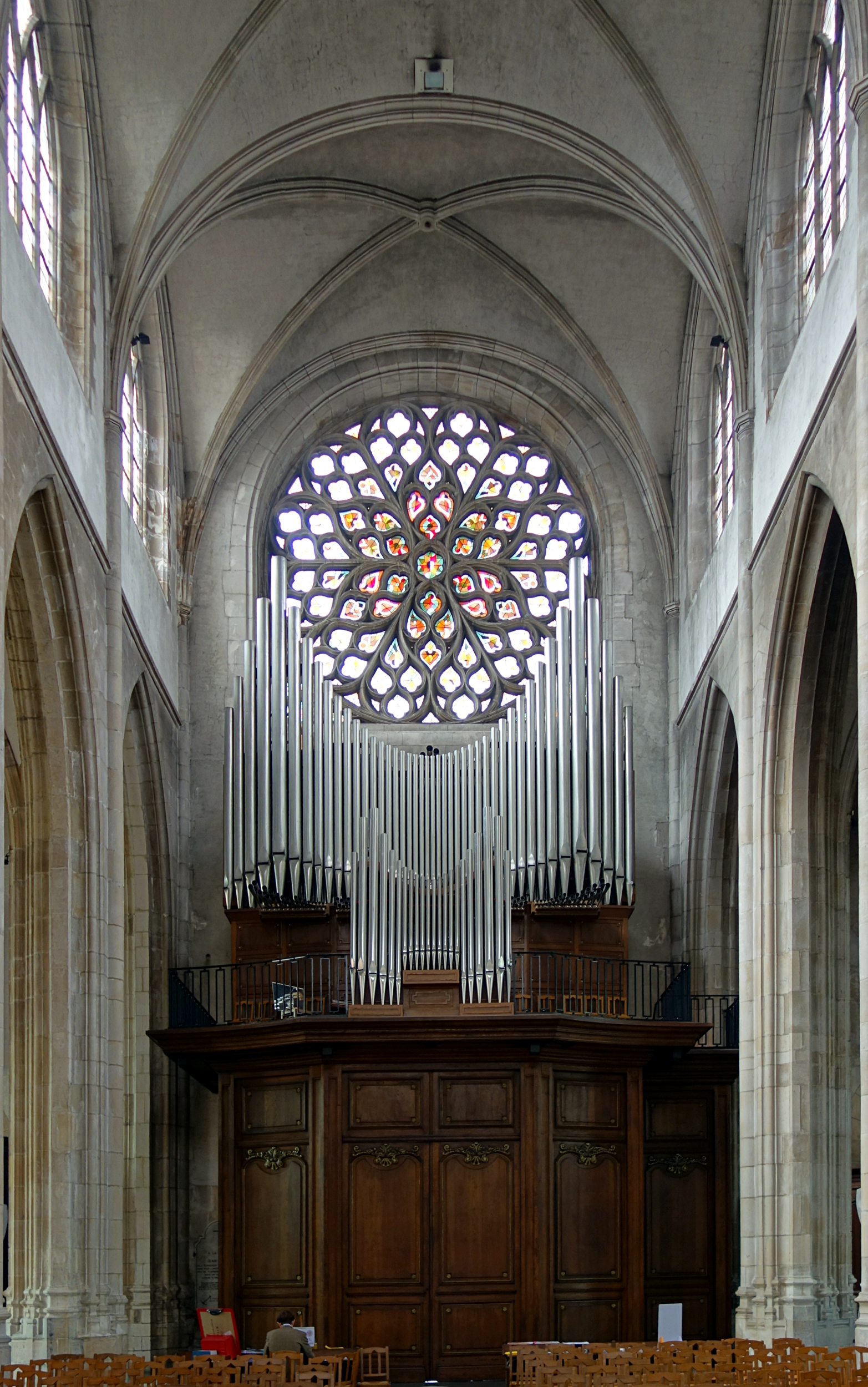
Blick auf Orgel und große Fensterrose

Die fensterlose Westmauer ersetzte er durch eine Fassade im Stil eines antiken Tempels. Da der weiche und frostempfindliche Stein dieser Fassade der Witterung aber nicht standhielt, musste sie 1883 abgerissen werden.

### Neugotische Westfassade 1889
Architekt Van Moe entwarf ein Kirchenportal im Stil der Neugotik, das 1889 vollendet wurde.

### Kriegszerstörungen der Weltkriege

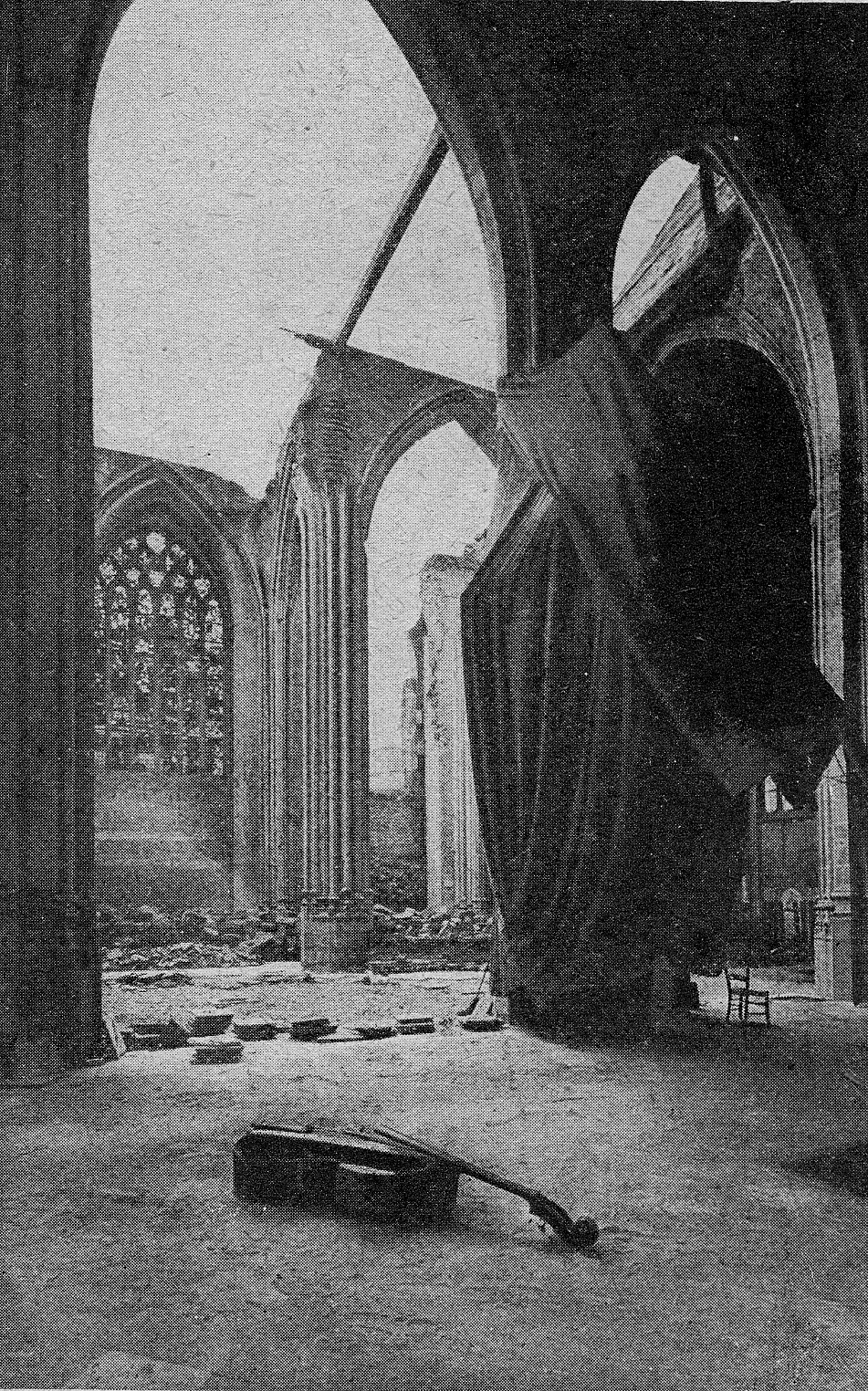
Erster Weltkrieg: Zerstörungen in der Kirche Saint-Éloi nach Bombenangriffen aus deutschen Zeppelinen und Flugzeugen; Bild vom 1. Februar 1918

Erhebliche Schäden erlitt die Kirche in den Jahren des Ersten Weltkrieges 1914–1918 durch Bomben, die von deutschen Zeppelinen und Flugzeugen abgeworfen wurden.
Erneut wurde die Kirche durch deutschen Bombenangriffe im Zweiten Weltkrieg während der Schlacht von Dünkirchen im Mai 1940 beschädigt.
Nach dem Zweiten Weltkrieg vertraute man die Restaurierung der Kirche dem Architekten Charles Waldschmidt an. Die Arbeiten zur Wiederherstellung der Kirche wurden erst 1985 abgeschlossen.